# Anne Berman
Pour les articles homonymes, voir Berman.
Anne Berman, née le 23 mars 1889 à Paris et morte le 25 avril 1979 dans la même ville, est une pharmacienne et traductrice française. Proche de Marie Bonaparte dont elle est la secrétaire, elle traduit des ouvrages de Freud, Anna Freud et d'Ernest Jones.

## Biographie
Anne Berman naît le 23 mars 1889. Elle soutient en 1926 une thèse de pharmacie intitulée Recherches sur la structure anatomique du fruit des borraginacées à l'université de Paris, puis travaille à l'hôpital Sainte-Anne dans le service d'Édouard Toulouse jusqu'en 1924, avant de s'installer pour plusieurs années comme pharmacienne 54 rue de Miromesnil à Paris. Elle devient notamment déléguée des pharmaciens à la chambre syndicale et membre du club féministe Soroptimist le 22 mai 1928.
Elle réalise une analyse avec Marie Bonaparte dont elle devient la collaboratrice. Elle est cooptée comme première membre adhérente de la Société psychanalytique de Paris le 10 janvier 1927 et s'occupe du secrétariat de l'Institut de psychanalyse à sa création en 1934. Sa correspondance avec Marie Bonaparte apporte des informations sur la vie de la Société de psychanalyse, notamment elle prend parti dans le procès visant René Laforgue, dans l'immédiat après-guerre, alors que celui-ci est mis en cause pour ses relations avec les autorités nazies, accusations dont il est finalement relaxé et Serge Lebovici souligne au moment de sa mort que ses traductions ont assuré une large diffusion de l’œuvre de Freud en France, notamment par la biographie d'Ernest Jones qu'elle a traduite, mais aussi d'Anna Freud.

## Traductions
- Sigmund Freud
  - Anna O : études sur l'hystérie, avec Breuer, Paris : Hatier, 2003  (ISBN 9782218742262).
  - La technique psychanalytique, Paris, Puf, 2002  (ISBN 9782130444664).
  - La naissance de la psychanalyse : lettres à Wilhelm Fliess, notes et plans (1887-1902), Paris, Puf, 2009  (ISBN 9782130578123) (traduction partielle).
- Anna Freud, Le moi et les mécanismes de défense, Paris, Presses universitaires de France, 2001, 166 p. (ISBN 978-2-13-051834-1) (3e partie).
- Ernest Jones, La vie et l'œuvre de Sigmund Freud (deux premiers tomes)  PUF-Quadridge rééd. 2006 (T 1 :  (ISBN 2130556922); T2:  (ISBN 2130556930))